# Центральное шоссе Тайваня

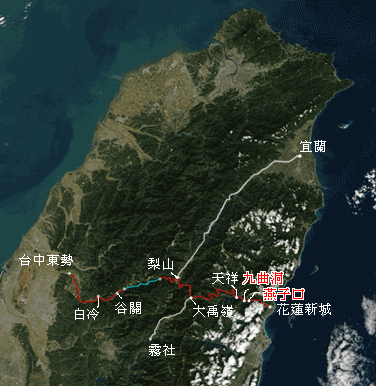
Центральное шоссе (красный и синий цвета). Маршрут, отмеченный синим цветом, закрыт навсегда из-за последствий землетрясения и тайфуна.

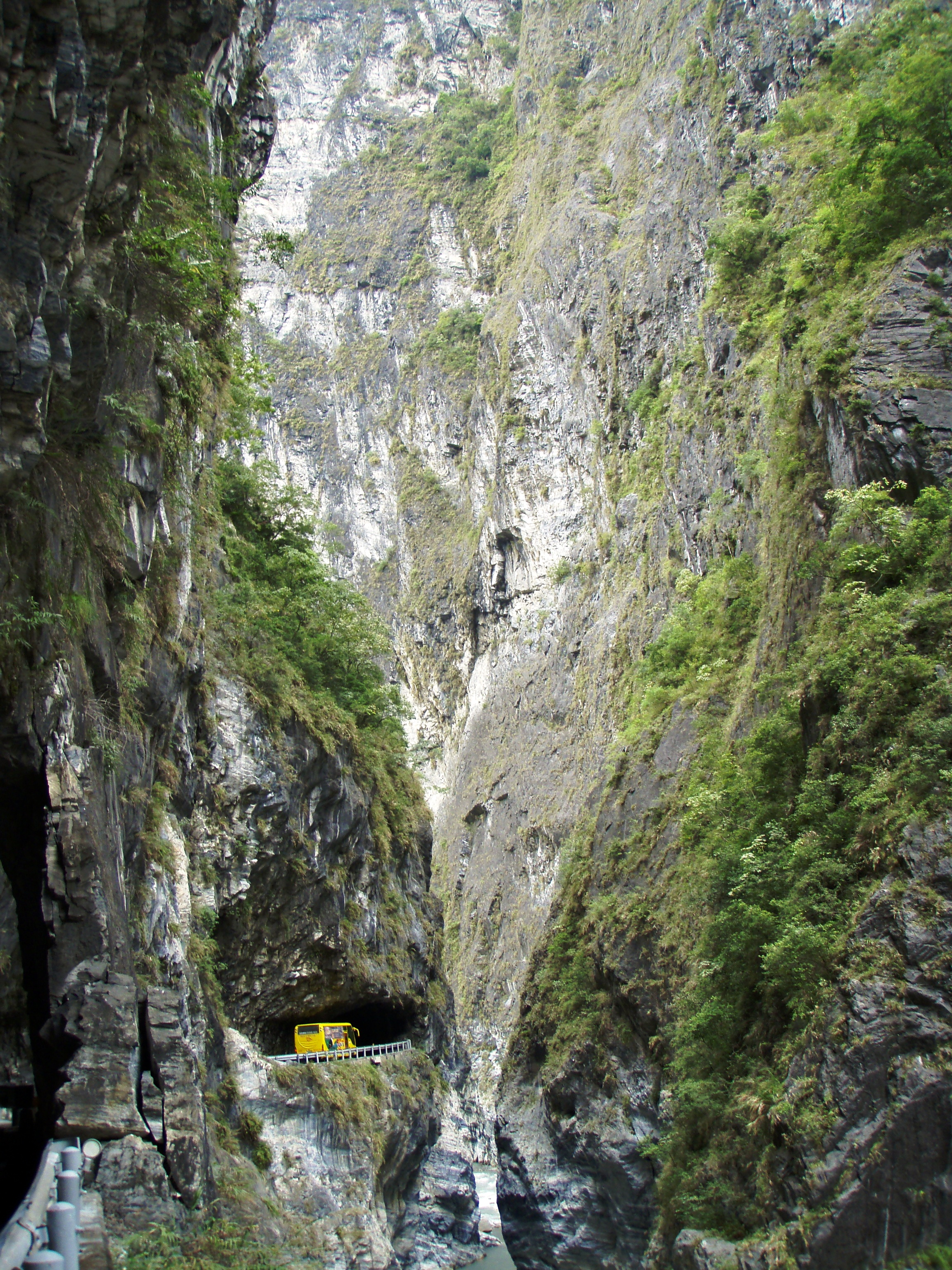

Центральное шоссе через остров (кит. 中部橫貫公路) или Провинциальное шоссе 8 — одна из трёх систем автомагистралей, соединяющих западное побережье Тайваня с востоком страны.

## Строительство
Строительство Центрального шоссе началось 7 июля 1956 года, а первое движение по нему было открыто 9 мая 1960 года.

## Маршрут

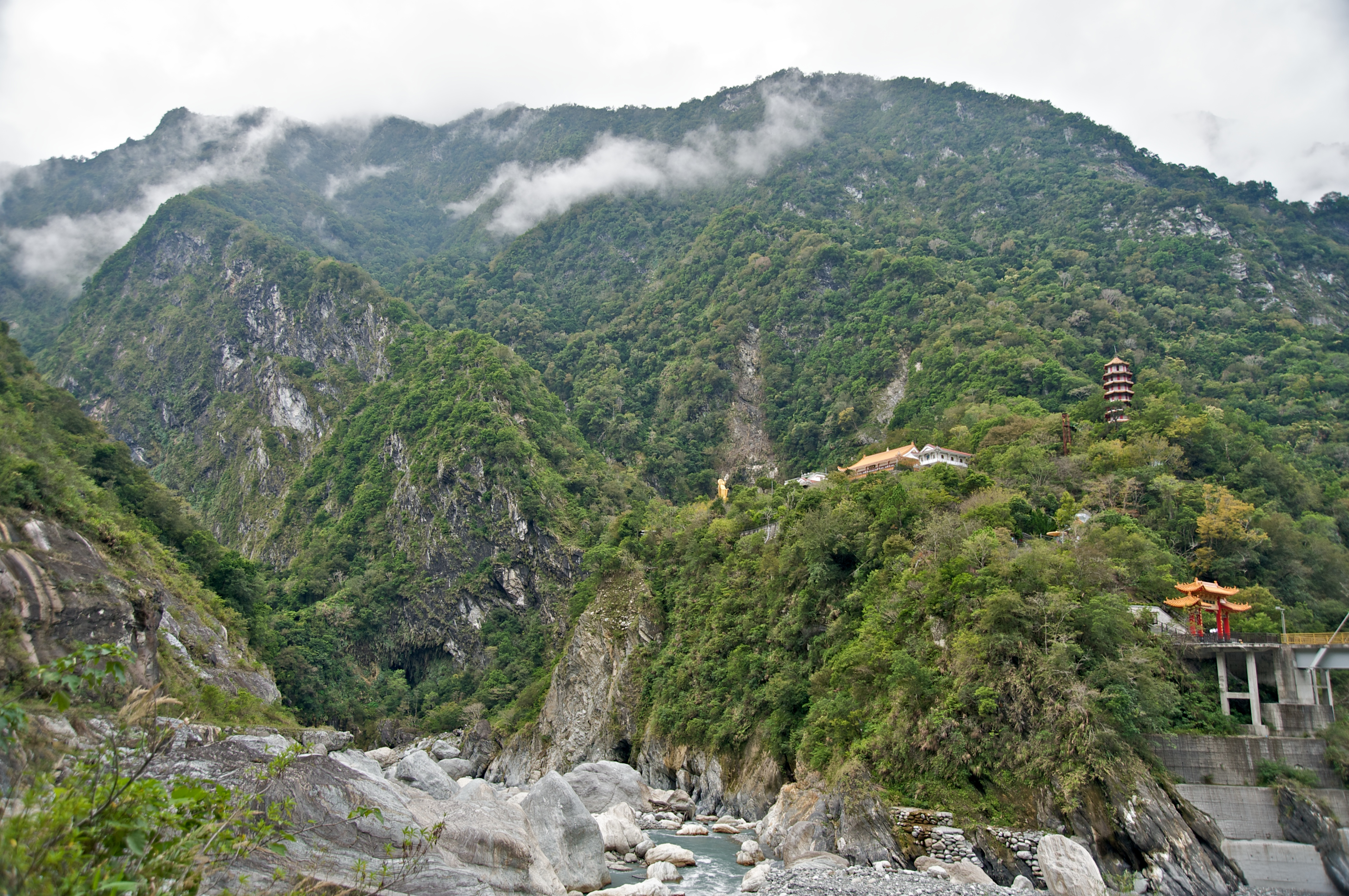

Маршрут шоссе начинается на западе в районе Дунши в Тайчжуне. Первоначально шоссе продолжалось до Центрального хребта, следуя по долине реки Дацзя через посёлки Гугуань (谷關) и Циншань (青山). Однако участок между Гугуанем и Лишанем навсегда закрыт для нерезидентов из-за разрушений, вызванных землетрясением и тайфуном. В Лишане есть ответвление, идущее на север в город Илань. Пройдя через горы, оно достигает Даюлина (大禹嶺), самую высокую точку маршрута. Здесь ещё одна ветвь шоссе идет на юг от Даюлина до Пули через Улин (武嶺). Продолжая движение на восток от Даюлина, трасса начинает спускаться в национальный парк Тароко. Она проходит через Гуаньюань (關原), Циэн (慈恩), Луошао (洛韶) и Тяньсян, после чего заходит в ущелье Тароко. После ущелья маршрут соединяется с восточным прибрежным шоссе Сухуа.

## Повреждение и закрытие автомагистрали
Маршрут шоссе пролегает по чрезвычайно пересечённой и нестабильной местности. Сильные дожди, вызванные тайфунами, часто выносят на шоссе почву и камни, делая его участки непроходимыми. Кроме того, этот район подвержен сейсмической активности, которая может иметь для шоссе катастрофические последствия. 21 сентября 1999 года землетрясение Цзицзи нанесло шоссе  огромный ущерб и перерезало его во многих местах между Гугуанем и Лишанем.
После беспрецедентного ущерба, нанесенного шоссе в 1999 году, начались ожесточенные дебаты о целесообразности содержания и ремонта шоссе. Масштабные и дорогостоящие ремонтные работы продолжались, и поврежденные землетрясением участки шоссе должны были быть вновь открыты в 2004 году, но проливные дожди, вызванные тайфуном Миндулле, нанесли дополнительный ущерб, в результате чего пострадавший участок между Гугуаном и Лишанем был закрыт для нерезидентов на неопределённый срок. Хотя провинциальное шоссе 8 больше не обеспечивает непрерывного маршрута через остров, путешественники с запада могут использовать провинциальное шоссе 14 и провинциальное шоссе 14A, чтобы добраться до провинциального шоссе 8 на востоке.
16 ноября 2018 года участок между Гугуанем и Лишанем вновь открылся для ограниченного движения. Ежедневно по маршруту туда и обратно курсируют 3 автобуса среднего размера, однако движение обычных частных транспортных средств запрещено.